# 东郊街道 (铜陵市)
东郊街道，是中华人民共和国安徽省铜陵市铜官区下辖的一个乡镇级行政单位。

## 行政区划
东郊街道下辖以下地区：
开源社区、联盟社区和天山社区。